# Palawan-Massaker

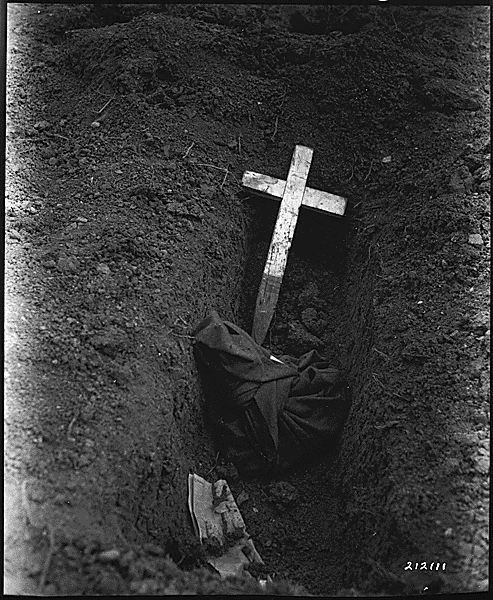
Die sterblichen Überreste eines Opfers

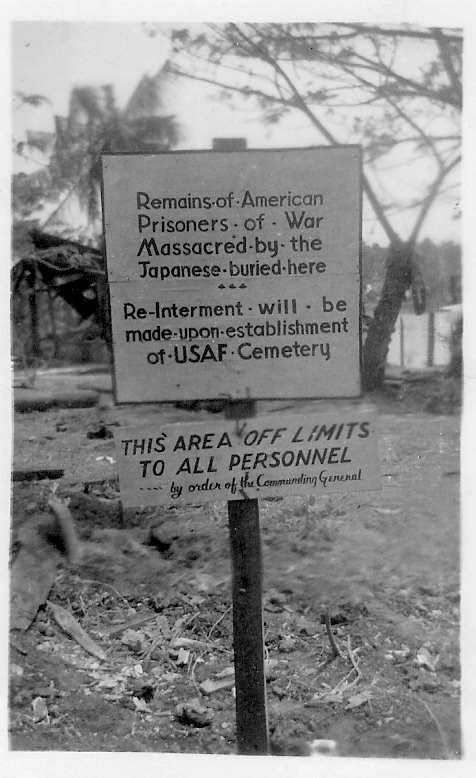
Begräbnisstätte der Opfer des Palawan-Massakers

Das Palawan-Massaker geschah am 14. Dezember 1944, während des Zweiten Weltkriegs, auf der philippinischen Insel Palawan. Alliierte Soldaten, die nahe der Provinzhauptstadt Puerto Princesa inhaftiert waren, wurden von japanischen Soldaten getötet. Nur elf Männer überlebten.

## Verlauf
Am 12. August 1942 trafen auf zwei Transportschiffen 300 amerikanische Kriegsgefangene ein, Überlebende der Schlacht von Bataan und der Schlacht um Corregidor. Sie wurden in den Baracken der ehemaligen philippinischen Polizeiwache interniert, genannt Palawan’s Prison Camp 10A, oder Palawan Barracks. Während der nächsten zwei Jahre mussten die Gefangenen das Gelände roden und eine Beton-Landebahn bauen, nur mit Hand-Werkzeug, Schubkarren und zwei kleinen Mischmaschinen. Außerdem wurden sie gezwungen, Schutzbauwerke für 150 japanische Flugzeuge zu errichten. Kranke und unbrauchbare Gefangene wurden während der Bauarbeiten mit gesünderen aus Manila ausgetauscht. Am 22. September 1944 wurde die Hälfte der Gefangenen nach Manila zurückgeschickt. Im Oktober 1944 wurden der Flugplatz und der nahe gelegene Hafen von Alliierten angegriffen. Die Gefangenen wurden gezwungen, auf dem Gelände des Gefängnisses tiefe Gräben als Luftschutzbunker auszuheben.
Es gab vier Ausbruchsversuche: Die ersten beiden erfolgreich, der dritte und vierte scheiterten.
Im August 1944 wurden japanischen 1800 Soldaten abgeordnet, den Flugplatz zu verteidigen. Ihr Kommandeur, Hauptmann Kojima, erbat Befehle wie mit den Kriegsgefangenen zu verfahren sei und erhielt die Order, sie im Falle der Landung des Feindes zu entsorgen.:101, 109
Um die Befreiung der Kriegsgefangenen durch die anrückenden Alliierten zu verhindern, brachten am 14. Dezember 1944 Einheiten der japanischen Armee unter dem Kommando von General Tomoyuki Yamashita sie zurück in ihr Lager. Es wurde Luftalarm ausgelöst, um die 150 Gefangenen in die Schutzgräben zu locken, wo die japanischen Soldaten sie mit Benzinkanistern in Brand setzten.
Gefangene, die den Flammen zu entkommen versuchten, wurden mit Maschinenpistolen erschossen. Elf Männer entkamen dem Gemetzel, 139 starben.